# 浮體式離岸風力發電
浮體式離岸風力發電是指安裝在浮動結構上的離岸風力發電系統，特點為可以在較深水域裝置離岸風力機，以現今的技術水準，一般認為水深50米以內，適用固定式基礎結構的離岸風力發電系統；水深50~200米的海域則適用浮體式離岸風力發電。
浮體式離岸風力發電位於商業化初期階段，自2007年以來已有多家廠商開發出原型產品並進行運轉測試。全球第一座、也是目前唯一已進入商業運轉的案例，為2017年10月開始運轉的Hywind Scotland。該專案開發商為挪威Equinor，發電廠裝置容量為30MW，使用5部西門子6MW風力發電機，安裝在該公司開發的浮動結構平台上，每個平台裝置一支風力發電機。

## 發展歷程

Hywind（Norway）：2009年全球第一架全尺寸（未縮小比例）的浮體式離岸風力發電原型機由Equinor於挪威斯塔萬格進行組裝

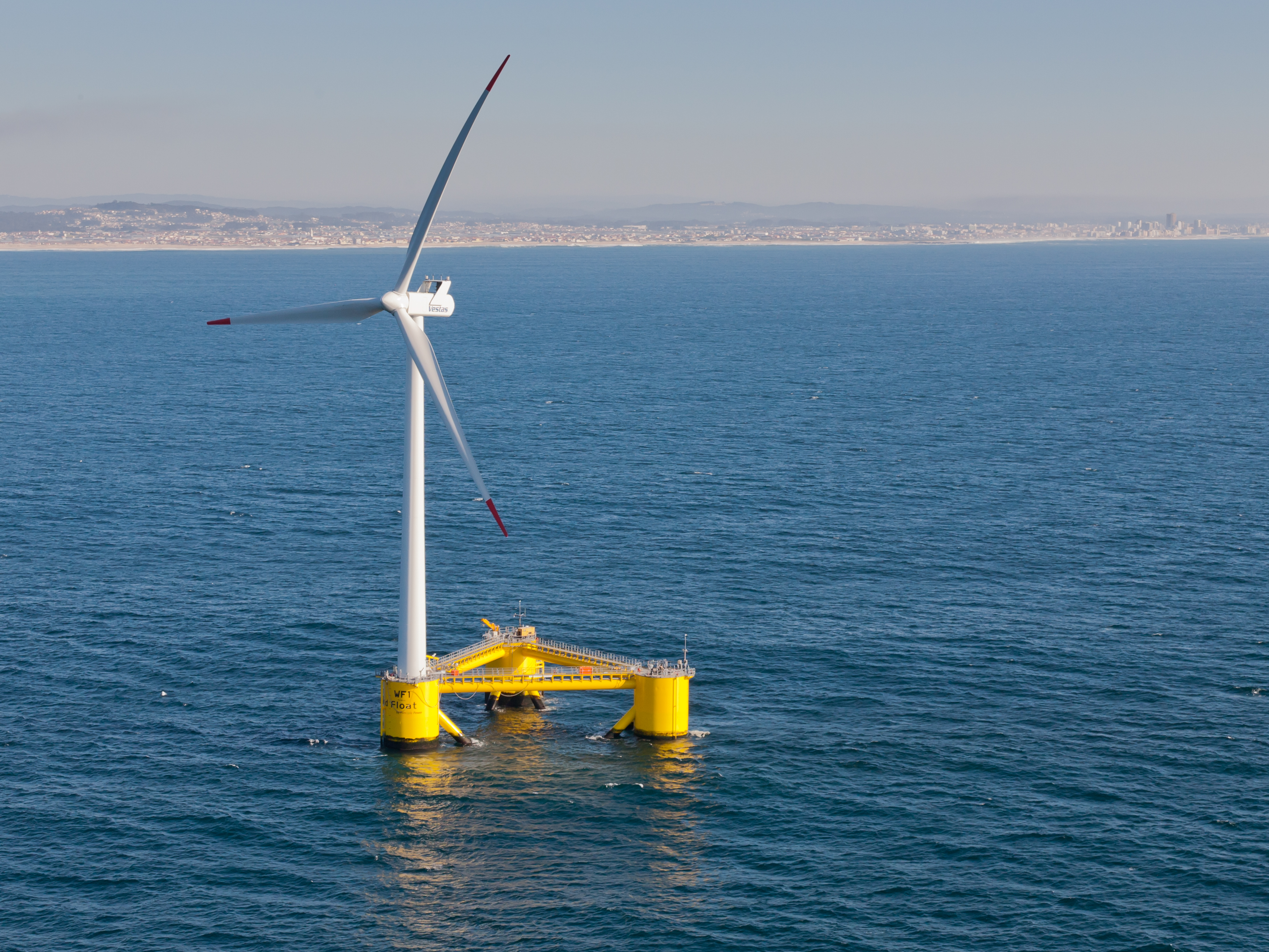
WinFloat：2011年全球第二架全尺寸的浮體式離岸風力發電原型機由Principle Power於葡萄牙阿古薩多拉設置

浮體式離岸風力發電概念於1972年首度由麻薩諸塞大學阿默斯特分校的William E. Heronemus教授提出，但直到1990年代中期，在風力發電技術大量商業化之後，該技術才再受到重視。

### Blue H
全球第一架浮體式離岸風力發電原型機由荷蘭Blue H科技公司於2007年12月裝置。該原型機發電容量為80kW，裝置地點在義大利普利亞，距離海岸21.3公里，安裝地點水深113米。浮動結構採用張力腿平台（Tension Leg Platform；TLP）設計，該原型機設置目的為收集有關風力和海洋條件的測試數據，已於2008年底退役。

### Hywind（Norway）
全球第一架全尺寸（未縮小比例）的浮體式離岸風力發電原型機由挪威Equinor於2009年9月裝置。該原型機發電容量為2.3MW，裝置地點在挪威卡姆島，距離海岸10公里，安裝地點水深220米。浮動結構採用柱狀浮筒（Spar-buoy）設計。該原型機2009年安裝至今仍持續運轉，估計每年發電量約900萬度，容量因數為41.4%。

### WinFloat
全球第二架全尺寸的浮體式離岸風力發電原型機，由美國Principle Power於2011年10月裝置。該原型機發電容量為2MW，裝置地點在葡萄牙阿古薩多拉，距離海岸4公里，安裝地點水深45米。浮動結構採用半潛式平台（Semi-submersible Platform）設計。該原型機運轉約五年後，於2016年結束測試任務，隨後進行除役。

### GOTO FOWT（崎山沖）
亞洲第一例全尺寸的浮體式離岸風力發電原型機，為日本環境省於2011年啟動GOTO-FOWT計畫。該計畫以兩階段進行浮體式離岸風力發電試驗，計畫目的為瞭解浮體式離岸風力裝設、運轉與除役過程中，對於海洋環境的影響。第一階段裝置尺寸為二分之一比例的浮動結構平台（發電容量100kW）於2012年裝置，2013年拆除；原地點2013年裝置原比例的浮動結構平台（發電容量2MW），於2015年結束測試並進行拆除。浮動結構由挪威Equinor提供，裝置地點為長崎縣五島列島中的椛島，裝置地距離海岸1公里，安裝地點水深91米。
2015年試驗結束後，根據驗證的結果證實認定裝置是安全的，且對環境影響小，可繼續營運。於是將原機移至五島列島的福江島，距離島的東岸崎山沖海岸5公里處繼續運轉，當地水深約100米，至今持續營運中。

### Fukushima FORWARD（福島未來）
亞洲第二例全尺寸的浮體式離岸風力發電原型機，為日本經濟產業省2011年啟動Fukushima FORWARD計畫。該計畫進行各型離岸風力機與浮體結構的實證研究，以驗證各種技術的性能表現，作為日後修改設計與後續大規模裝置的參考依據。計畫期間共裝置四座浮體結構平台，三座在其上裝置離岸風力發電機，一座作為海上變電站之用。裝置地點位於福島縣外海，距離海岸約20公里，水深100~150米。三支離岸風力機分別於2013年11月、2015年9月、2017年5月完工，之後投入運轉。即使日本投入600億日幣巨資進行實驗，取得了大量專利，發電機組、變電設備都正常運作，但此計畫於令和2年（2020年）12月16日由經產省宣布廢止，並進行拆除作業，原因在於颱風等因素導致的維護成本過高，不符合商轉利益。

### Hywind Scotland
全球第一座浮體式離岸風力發電的商轉電廠為Hywind Scotland，其開發商挪威Equinor2015年獲得蘇格蘭政府許可，於蘇格蘭彼得黑德外海設置浮體式離岸風力發電廠，於2017年10月開始運轉，電廠距離海岸約30公里，水深95~129米，裝置容量為30MW，採用5支6MW西門子風力發電機，浮動結構採用柱狀浮筒（Spar-buoy）設計。

## 發展優勢
1. 離岸風機大型化（世界排名領先的風機製造商西門子[19]、三菱維斯塔[20]、通用電氣皆於2020年宣布14MW以上風機系統）
2. 超過50米水深且有足夠風力能之區域，佔全球適合安裝離岸風電場域之80%[21]
3. 海洋覆蓋了地球面積約71%~72%，提供了離岸浮動式風力發電機足夠安裝淺力空間進行大規模開發
4. 現今離岸風電已嘗試搭配其他設施如電轉氣，使大量電力能夠直接引用於化學產業、或加以儲存二次利用等

## 技術

### 浮體結構
浮體式離岸風電用來作為風力機基座的的浮體結構，目前有三種主流技術類型，分別為柱狀浮筒（Spar-buoy）、半潛式平台（Semi-submersible Platform）、張力腿平台（Tension Leg Platform；TLP）。另外還有一些浮體結構技術與三種主流技術不同。

#### 柱狀浮筒（Spar-buoy）
- 採直立的柱狀型結構，其穩定性來自於整體結構之重心在水中低於浮力中心，亦即下半部較重而上半部較輕。結構簡單容易生產、穩定性良好，但其運輸及安裝挑戰較大，且因結構特性通常只能部署於水深超過100米的區域[2][23]。

#### 半潛式平台（Semi-submersible Platform）
- 於海面半潛之浮力穩定平台，以懸鏈錨泊在海床上，通常需要較大及較重之浮體結構，或是配備動態穩定系統以維持穩定。但其吃水較淺，有利於較淺水域裝置；其安裝與拆卸在主流技術中為最簡便，有利於彈性部屬[2][23]。

#### 張力腿平台（Tension Leg Platform；TLP）
- 由半潛式結構，加上拉緊張力、固定於海床上的錨繩組成。其浮體結構較半潛式平台小且輕，主要靠拉緊的錨鍊維持其穩定性。此設計優點在於浮體結構成本低，但其增加錨定系統的應力使得損壞機率提高，而其安裝過程也較複雜[2][23]。

#### 其他
- 除了以上三種主流技術類型，另外還有多部風力機平台（Multi-turbine Platform）與風能與波浪能混合平台（Hybrid Wind/Wave）等浮體結構[22]。

### 錨定系統（Anchoring Systems）

錨定系統示意：左側結構（鬆弛懸鍊）是自由浮動的，右側結構由張緊的電纜（張力腿）向海底拉。

錨定系統指將浮體結構繫於海床上的錨鍊，避免受到風、波浪與海流的影響而產生位移與傾倒。常見的兩種工程設計為張力腿（Tension Leg）與鬆弛懸鍊（Catenary Loose Mooring）。張力腿通常採用3至8根拉緊的錨鍊繫在海床上，使其浮體結構吃水較其自然浮在海面上深，利用錨鍊抑制浮體結構的浮力，防止浮體結構位移與傾倒；鬆弛懸鍊的錨鍊則是不拉緊，主要防止浮體結構位移，浮體結構依靠自身的穩定性而不傾倒。
IEC 61400-3 設計標準規範基於特定場地外部條件的負載分析，包括風，波浪和海流。IEC 61400-3-2 標準則專門適用於浮體式風力發電機。

## 經濟性評估
浮體式離岸風力發電系統的技術可行性並沒有受到許多質疑，因為使用浮式結構的海上鑽油平台已成功運作數十年。但浮體式離岸風力發電系統與海上鑽油平台可獲得的經濟收益差異巨大，因此浮體式離岸風力發電系統除了可沿襲海上鑽油平台浮式結構的技術經驗，在降低成本上需要做更多的努力。
相對於浮體式離岸風力發電系統，基樁固定於海底的固定式離岸風力發電系統在全球截至2018年底已有數十個商業運轉的發電廠，安裝風力機支數超過兩千支，已證實具有大規模運轉的能力。
浮動式與固定式比較，在風力機部分成本接近，但浮動式的浮式結構，配電系統成本高於固定式，因此在經濟性上面整體成本浮體式普遍高於固定式，這需要浮體式在削減成本上多做努力，或者政府認定浮體式為新興技術，給予更高的補助額度。

## 浮體結構設計團隊
浮體結構為浮體式離岸風力發電系統的開發重點，目前全球已有超過30組浮體結構設計概念，多數團隊為專注浮體結構的設計與開發，搭配市場上現有的離岸風力發電機組；少部分團隊浮體結構與風力發電機組均自行開發。以下列出各類技術的代表性設計：

#### 柱狀浮筒（Spar-buoy）

##### DeepWind
- DeepWind是由丹麥Risø DTU National Laboratory for Sustainable Energy和11個國際合作夥伴於2010年10月啟動了一項名為DeepWind的4年計劃，該計劃通過歐盟FP7計劃（英语：Seventh_Framework_Programme）獲得300萬歐元的支持。合作夥伴包括台夫特理工大學、奧爾堡大學、SINTEF，Equinor和美國國家可再生能源實驗室[27]。

##### Hywind
- Hywind為目前浮體式離岸風力發電系統發展最成功的浮體結構，由挪威Equinor（前稱：挪威國家石油公司）所開發。Hywind設置了全球第一架全尺寸的浮體式離岸風力發電原型機、全球第一座也是目前唯一採用浮體式離岸風力發電技術的商轉發電廠，在挪威、日本、蘇格蘭均有裝置案例。[18]

##### SeaTwirl
- SeaTwirl為一家浮體式離岸風力發電系統系統開發商，位於瑞典哥特堡。SeaTwirl浮體結構的技術採用柱狀浮筒（Spar-buoy），搭配垂直軸風力發電機。此設計限制運動部件和軸承的需求，可大幅降低系統在水面上部位的重量。[28]2015年SeaTwirl在瑞典呂瑟希爾市海岸設置了一個30kW的原型機[29]，下一階段目標在2020年推出1MW風力發電機系統來證明其可擴展性[30]。

#### 半潛式平台（Semi-submersible Platform）

##### Ideol
- Ideol為一家浮體結構平台開發商，總部位於法國拉西奧塔，並在日本設有據點。Ideol技術屬於半潛式平台（Semi-submersible Platform），採用環形浮體結構，中央有開口（阻尼池），用於優化基礎並維持風力發電機的穩定性。Ideol在2015與2016年與日立造船簽訂合作協議，在日本共同開發。[31]2017年8月，Ideol參與的EolMed計畫取得法國政府的先導計畫，將在地中海沿岸的格呂伊桑建置一座24.8MW的浮體式離岸風力發電示範電廠，預計於2020年完成[32][33]。

##### VolturnUS

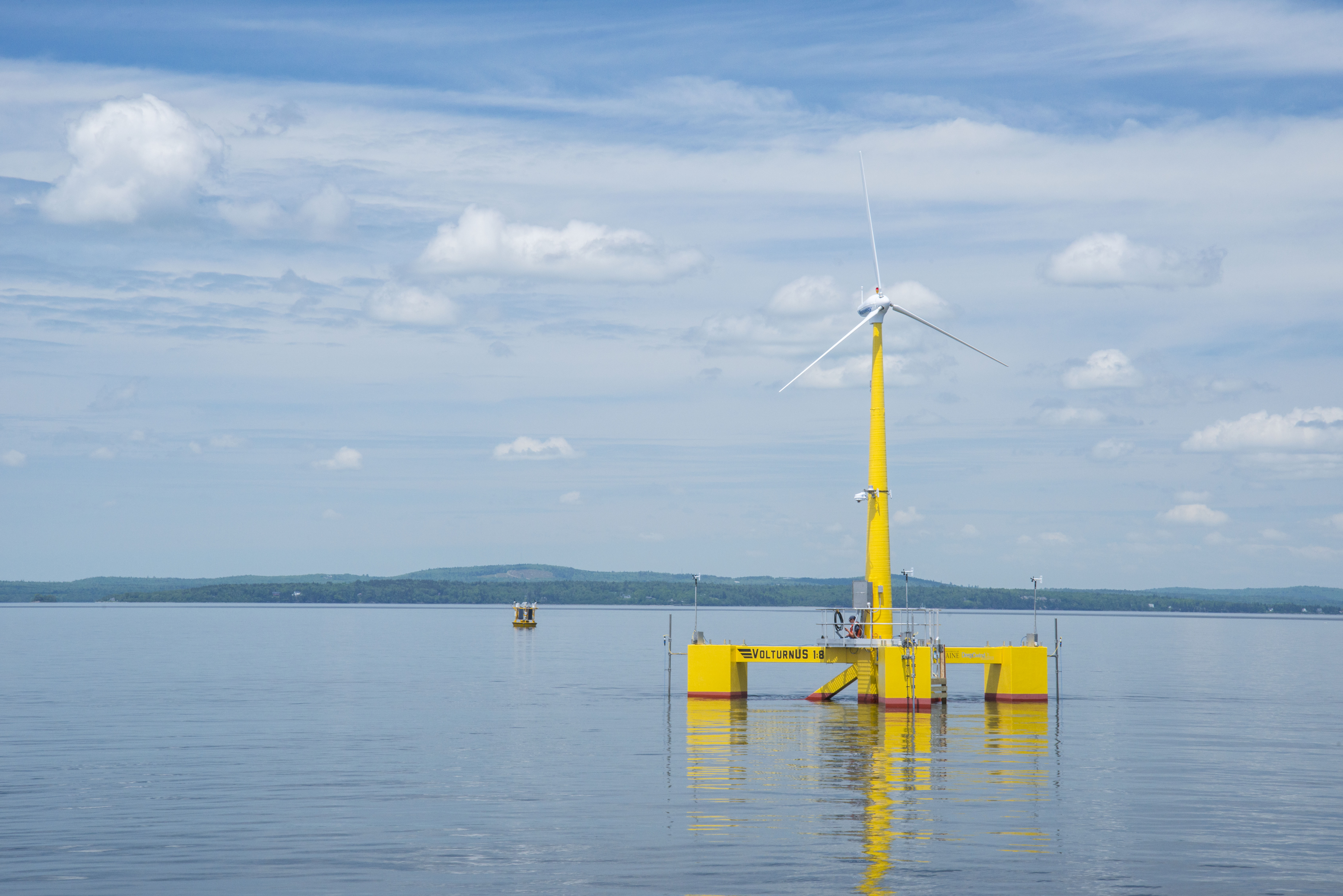
以美國緬因大學為首的DeepCwind聯盟所開發1：8比例（20kW）的原型測試機。

- VolturnUS（英语：VolturnUS_(floating_wind_turbine)）由美國緬因大學為首的DeepCwind聯盟（英语：DeepCwind Consortium）所開發的半潛式浮體結構平台。此開發計畫獲得美國能源部補助，2013年在緬因灣安裝了1：8比例（20kW）原型測試機[34]。

##### WinFloat
- WinFloat由美國Principle Power所開發，繼Hywind之後，裝置了全球第二架全尺寸的浮體式離岸風力發電原型機，2011年10月在葡萄牙裝置2MW測試平台。WinFloat採用半潛式平台（Semi-submersible Platform）技術，由三個浮筒連接組成浮體平台，風力發電機安裝在其中一個浮筒上面。Principle Power獲得歐盟NER300計畫的支持，在葡萄牙進行容量為25MW的WindFloat Atlantic開發計畫[35]。

#### 張力腿平台（Tension Leg Platform；TLP）

##### GICON
- GICON®SOF是由數家德國廠商與學研機構所開發的浮體結構平台，包括弗萊貝格工業大學、羅斯托克大學，以及Fraunhofer IWES。該平台採用張力腿平台（TLP）技術，可部屬水深為45米到350米[36]。2017年10月在法國École Centrale de Nantes（ECN）進行 1:50 的模式測試[37]。

#### 其他
- 除了以上三種主流技術類型，另外還有多部風力機平台（Multi-turbine platform）如Flowocean[38]、Hexicon[39]，與風能與波浪能混合平台（Hybrid wind/wave）如三井海洋開発（MODEC）的skwid®[40]等浮體結構。[22]